# The Way I Am
The Way I Am er en single fra den amerikanske rapper Eminem. Sangen er fra hans studiealbum The Marshall Mathers LP. Sangen er kåret som værende den 35. bedste i årtiet af den amerikanske magasin Complex.

## Hitlister
| Hitlister (2000-2001)               | Højeste placering |
| ----------------------------------- | ----------------- |
| Australien                          | 34                |
| Østrig                              | 11                |
| Belgien (Flandern)                  | 16                |
| Belgien (Vallonien)                 | 9                 |
| Danmark                             | 15                |
| Holland                             | 10                |
| Finland                             | 8                 |
| Tyskland                            | 19                |
| Irland                              | 4                 |
| Sverige                             | 6                 |
| Schweiz                             | 19                |
| Storbritannien                      | 8                 |
| USA Billboard Hot 100               | 4                 |
| USA Billboard Hot R&B/Hip-Hop Songs | 24                |
| USA Billboard Rhythmic Top 40       | 5                 |
| USA Billboard Hot Rap Singles       | 13                |

## Eksterne Links
- "The Way I Am" Officiel musikvideo på YouTube